# Любимово (Курганская область)
Любимово — село в Далматовском районе Курганской области. Входит в состав Уксянского сельсовета.

## История
До 1917 года входило в состав Уксянской волости Шадринского уезда Пермской губернии. По данным на 1926 год деревня Любимова состояла из 705 хозяйств. В административном отношении являлась центром Любимовского сельсовета Белоярского района Шадринского округа Уральской области.

## Население
| 1989 | 2002  | 2010 |
| ---- | ----- | ---- |
| 986  | ↗1051 | ↘885 |

По данным переписи 1926 года в деревне проживало 3375 человек (1611 мужчин и 1764 женщины), в том числе: русские составляли 100 % населения.